# Malinalco (municipi)

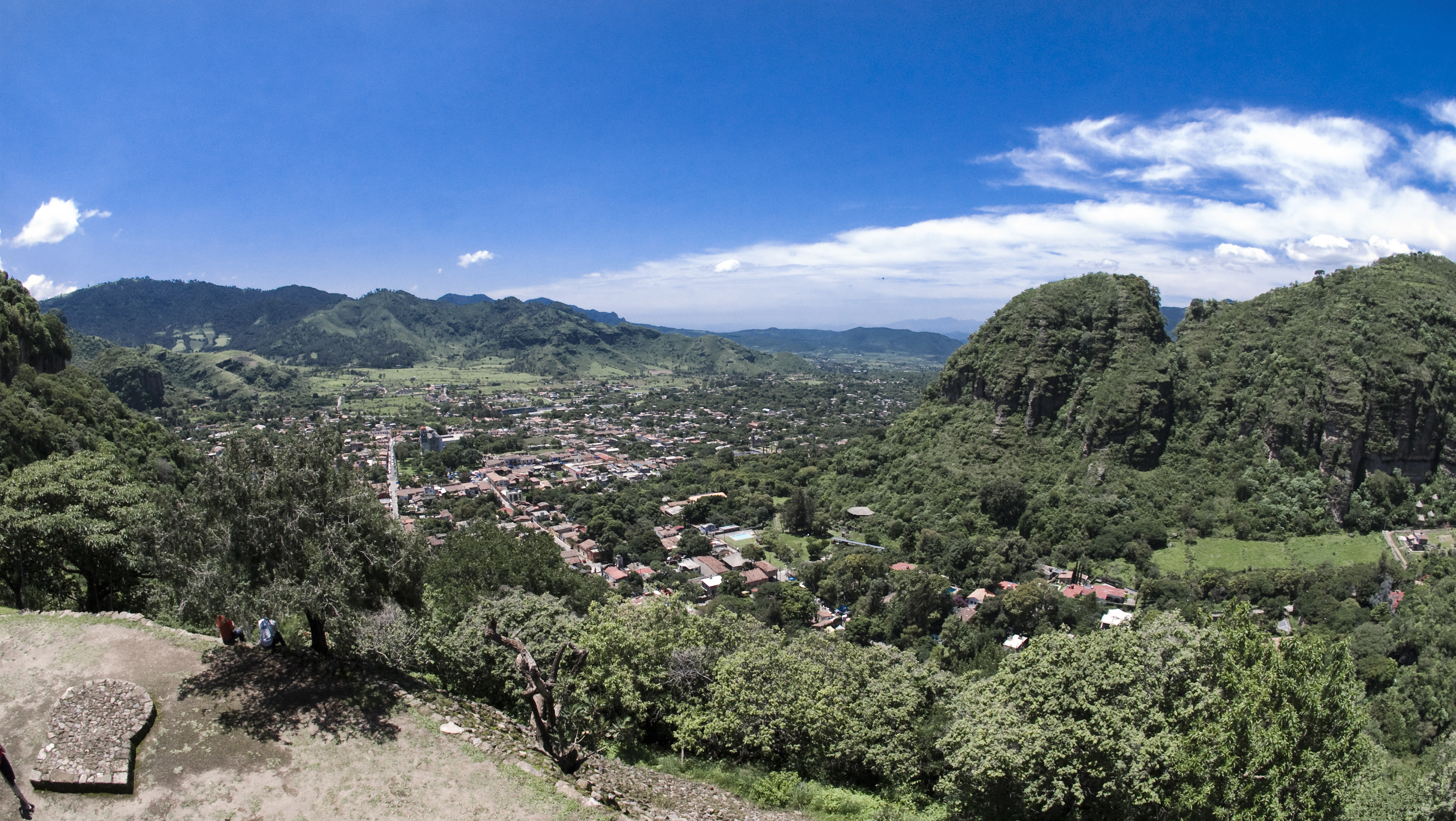
Poble de Malinalco.

Malinalco (del nàhuatl, que vol dir "Lloc de hierba de carboner") és un municipi de l'estat de Mèxic. Malinalco és el cap de municipi i principal centre de població d'aquesta municipalitat. Aquest municipi es troba a la part nord-central de l'estat de Mèxic. Limita al nord amb els municipis de Joquicingo i Ocuilan, al sud amb Zumpahuácan, a l'oest amb Tenantzingo i a l'est amb Estat de Morelos. Dista de la capital de l'estat uns trenta-vuit quilòmetres